# Gymnopleurus bicallosus
Gymnopleurus bicallosus là một loài bọ cánh cứng trong họ Bọ hung (Scarabaeidae).